# أندي هاريس (لاعب كرة قدم بريطاني)
أندي هاريس (بالإنجليزية: Andy Harris)‏ (17 نوفمبر 1970 ببرمنغهام في المملكة المتحدة - ) هو لاعب كرة قدم بريطاني في مركز الوسط. لعب مع برمنغهام سيتي.